# Maria Bergkvist
Maria Bergkvist, född 12 augusti 1977, är en svensk före detta fotbollsspelare (back). Hon spelade i Umeå IK från 1999 till 2007.
Efter sin spelarkarriär blev hon från 2010 assisterande tränare, sedermera huvudtränare, i Umeå IK.
Bergkvist spelade sju landskamper för Sveriges landslag under 2006.

## Klubbar
- Remsle UIF (moderklubb)
- Bollsta IK (1995-1998)
- Umeå IK (1999-2007)

## Meriter
- SM-guld 2000, 2001, 2002, 2005, 2006, 2007
- Svensk cupvinnare 2001, 2002, 2003, 2007
- Uefa Women's Cup-guld 2003, 2004